# 枝川駅
枝川駅（えだがわえき）は、高知県吾川郡いの町枝川にある、四国旅客鉄道（JR四国）土讃線の駅である。駅番号はK06。

## 歴史
- 1986年（昭和61年）11月1日：日本国有鉄道の枝川臨時乗降場として開設[2][3]。無人駅[4]。
- 1987年（昭和62年）4月1日：国鉄分割民営化により、JR四国に承継[5]。常設駅に昇格[5]。

## 駅構造
単式ホーム1面1線を有する地上駅。簡易なホームと短い上屋のみが設置された無人駅である。

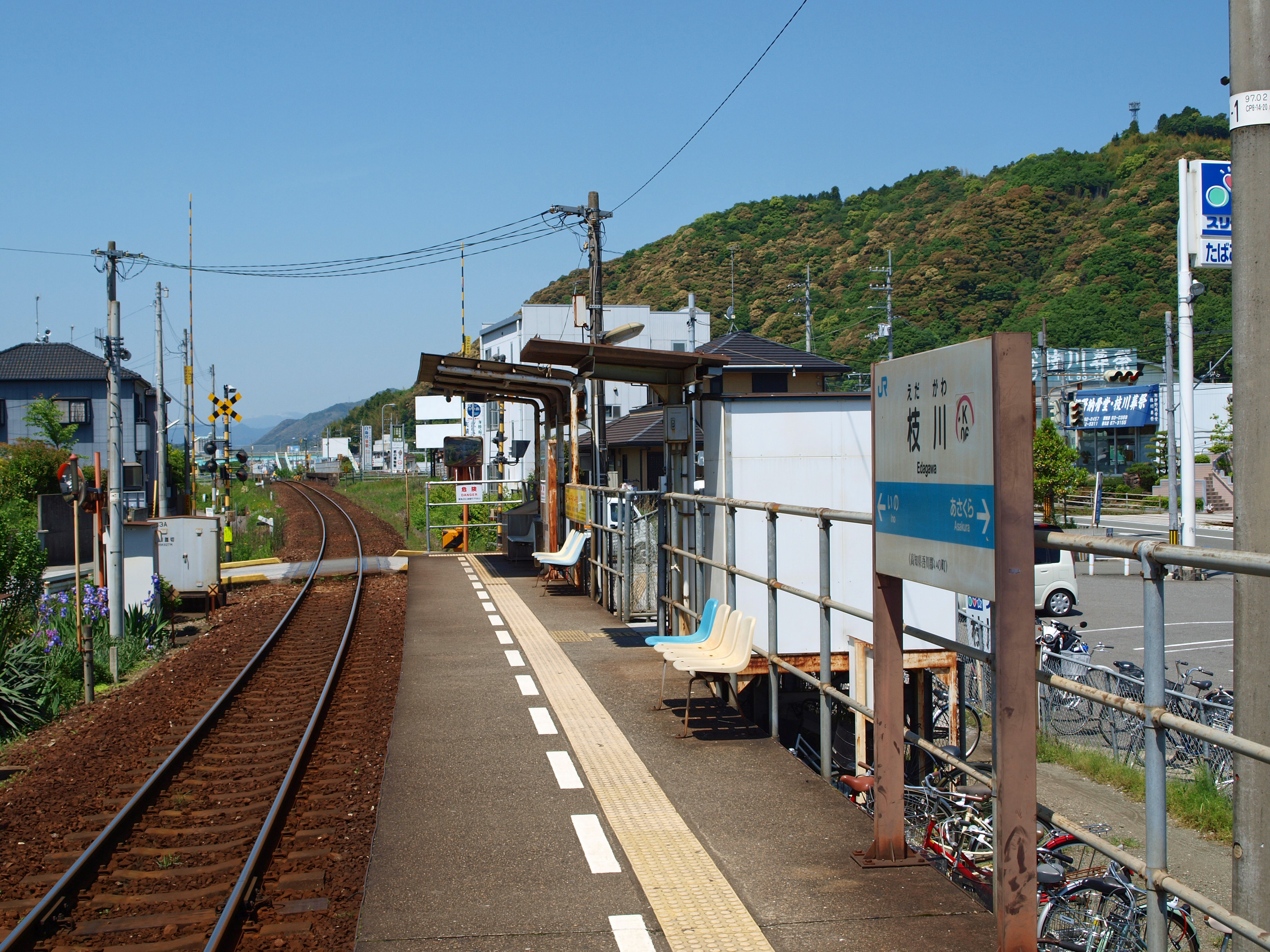
伊野駅方向を望む（2010年5月）

## 駅周辺
- とさでん交通伊野線・枝川停留場 - 200mほど離れた所にある。
- 高知県運転免許センター
- 高知県立伊野商業高等学校
- 高知ニュードライバー学院

## 隣の駅
四国旅客鉄道（JR四国）
■土讃線
■普通
朝倉駅 (K05) - 枝川駅 (K06) - 伊野駅 (K07)